# دوگونچی
دوگونچی روستایی در دهستان گرگان‌بوی بخش مرکزی شهرستان آق‌قلا استان گلستان ایران است.

## جمعیت
بر پایه سرشماری عمومی نفوس و مسکن در سال ۱۳۹۵ جمعیت این مکان ۲٬۷۰۴ نفر (۶۹۲خانوار) بوده‌است.

## جغرافیا
عمده طوایف ساکن روستای دوگونچی شامل تیره‌های مختلف طایفه دوگونچی شامل عالینقی (عالینقیلار)، قاراجا آرتیقلی، ساروانلی به همراه تعداد ۱۵ خانوار از طایفه کسه آرکا (تیره قارالار) می‌باشد. نام‌های فامیلی روستا بیشتر شامل ایزدی، دوگونچی، توکلی، عزّتی و فامیلی دوگونچی می‌باشد. این روستا شامل ۵ مسجد می‌باشد. شایان ذکر است ترکمن‌ها برای اولین بار از فاصله بندر ترکمن تا گنبد کاووس در روستای دوگونچی نماز عیدین را برپاکرده اند (قبلاً به صورت پراکنده و در مکان‌هایی به نام یر مسجد برگزار می‌گردیده)؛ دوگونچی طایفه بزرگی از ترکمن‌های ساکن ایران می‌باشد که علاوه بر این روستا در روستاهای مرزنشین حایر حوجا (خیر خواجه) سفلا و علیا، داشلی برون، اینچه برون، دوز اولوم، تنگه لی (تنگلی) و شهر گنبد و… می‌باشد که از خلوص نژاد بیشتری نسبت به ترکمن‌های روستای دوگونچی می‌باشند، اصولاً این طایفه و طایفه طانا (طعنه) از نظر نسبی برادر می‌باشند.اقای ارمان دوگونچی در این روستا یکی از نامدارترین افراد مطرح شده می باشد که با رفیقش  یکی از بهترین زوج های ترکمن صحرا راتشکیل داده اند .روستای دوگونچی از نظر موقعیت جغرافیایی یکی از بهترین روستاهای نزدیک اققلا می باشد که به گرگان و بندر و سایر شهرها نزدیک است
در این روستا اغلب دختر ها چشم رنگی هستند 